# جولی والترز
جولی والترز (انگلیسی: Julie Walters؛ زاده ۲۲ فوریهٔ ۱۹۵۰) یک هنرپیشه اهل انگلستان است. وی از سال ۱۹۷۲ میلادی تاکنون مشغول فعالیت بوده‌است.

## گزیده نقش‌آفرینی‌ها
از فیلم‌ها یا برنامه‌های تلویزیونی که وی در آن نقش داشته‌است می‌توان به آثار زیر اشاره کرد.
| سال  | عنوان                              | یادداشت           |
| ---- | ---------------------------------- | ----------------- |
| ۱۹۸۳ | ریتای محصل                         |                   |
| ۱۹۸۷ | خدمات شخصی                         |                   |
| ۱۹۹۲ | درست مانند یک زن                   |                   |
| ۱۹۹۶ | شنل‌قرمزی                           |                   |
| ۱۹۹۸ | جک و لوبیای سحرآمیز                |                   |
| ۲۰۰۰ | بیلی الیوت                         |                   |
| ۲۰۰۰ | ویکتوریا وود با تمام مخلفات        |                   |
| ۲۰۰۱ | هری پاتر و سنگ جادو                |                   |
| ۲۰۰۲ | هری پاتر و تالار اسرار             |                   |
| ۲۰۰۳ | دختران تقویم                       |                   |
| ۲۰۰۴ | هری پاتر و زندانی آزکابان          | هری پاتر وجام آتش |
| ۲۰۰۶ | درس‌های رانندگی                     |                   |
| ۲۰۰۷ | هری پاتر و محفل ققنوس              |                   |
| ۲۰۰۷ | جین شدن                            |                   |
| ۲۰۰۸ | ماما میا! (فیلم)                   |                   |
| ۲۰۰۹ | هری پاتر و شاهزاده دورگه           |                   |
| ۲۰۱۰ | هری پاتر و یادگاران مرگ - قسمت اول |                   |
| ۲۰۱۱ | نومئو و ژولیت                      |                   |
| ۲۰۱۱ | هری پاتر و یادگاران مرگ - قسمت دوم |                   |
| ۲۰۱۲ | دلیر                               |                   |
| ۲۰۱۲ | هنری پنجم                          |                   |
| ۲۰۱۳ | افی گری                            |                   |
| ۲۰۱۳ | جاستین و شوالیه‌های دلیر            |                   |
| ۲۰۱۳ | یک شانس                            |                   |
| ۲۰۱۴ | پدینگتون                           |                   |
| ۲۰۱۵ | بروکلین                            |                   |
| ۲۰۱۵ | آردمن انیمیشن                      |                   |
| ۲۰۱۷ | پدینگتون ۲                         |                   |
| ۲۰۱۷ | ستاره‌ها در لیورپول                 |                   |
| ۲۰۱۸ | شرلوک گنومز                        |                   |
| ۲۰۱۸ | ماما میا! دوباره شروع کنیم         |                   |
| ۲۰۱۸ | بازگشت مری پاپینز                  |                   |

## جوایز و افتخارات
- نامزد دریافت بفتای بهترین بازیگر مکمل زن برای فیلم  Stepping Out
- برنده بفتای بهترین بازیگر مکمل زن برای فیلم بیلی الیوت در سال ۲۰۰۰